# Menispora minuta
Menispora minuta är en svampart som beskrevs av Tubaki 1958. Menispora minuta ingår i släktet Menispora och familjen Chaetosphaeriaceae.   Inga underarter finns listade i Catalogue of Life.